# Karel Rachůnek
Karel Rachůnek, född 27 augusti 1979 i Zlín, Tjeckien, död 7 september 2011 utanför Jaroslavl, Ryssland, var en tjeckisk professionell ishockeyspelare som spelade 371 NHL-matcher med Ottawa Senators, New York Rangers och New Jersey Devils.
Han spelade även för KHL-klubbarna Dynamo Moskva och Lokomotiv Jaroslavl. Rachůnek vann ishockey-VM med Tjeckien 2010.

## Död
Rachunek var den 7 september 2011 ombord på ett passagerarflygplan som kraschade i staden Jaroslavl klockan 16:05 MSK under en flygning mellan Yaroslavl-Tunoshna Airport (IAR) och Minsk-1 International Airport (MHP). Hans lag Lokomotiv Jaroslavl var på väg till en bortamatch i Minsk. Efter att flygplanet lyfte från flygplatsen kunde det inte nå tillräckligt hög höjd, och kraschade in i en ledning innan det störtade i floden Volga.